# کولین ماتل
کولین ماتل (فرانسوی: Coline Mattel‎؛ زادهٔ ۳ نوامبر ۱۹۹۵) اسکی‌باز پرش اهل فرانسه است.